# Tuitje
Een tuitje of kokertje (ochrea of ocrea) wordt gevormd door de vergroeiing voor en achter om de stengel van de twee steunblaadjes aan de voet van de bladsteel bij de duizendknoopfamilie (onder andere perzikkruid en rabarber), ficus en plataan. Bij de ficus valt het tuitje echter al snel af.

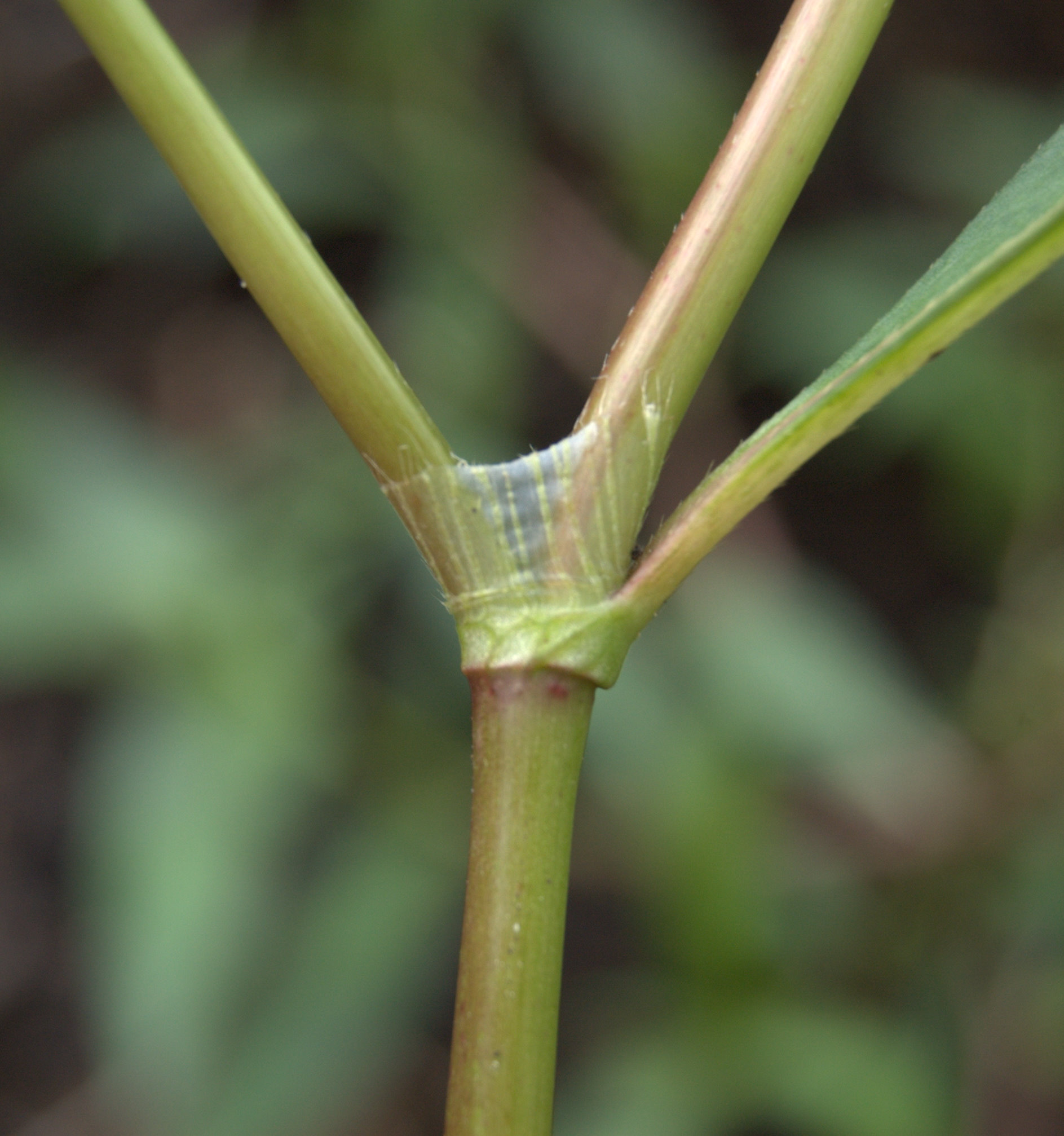
Tuitje van perzikkruid
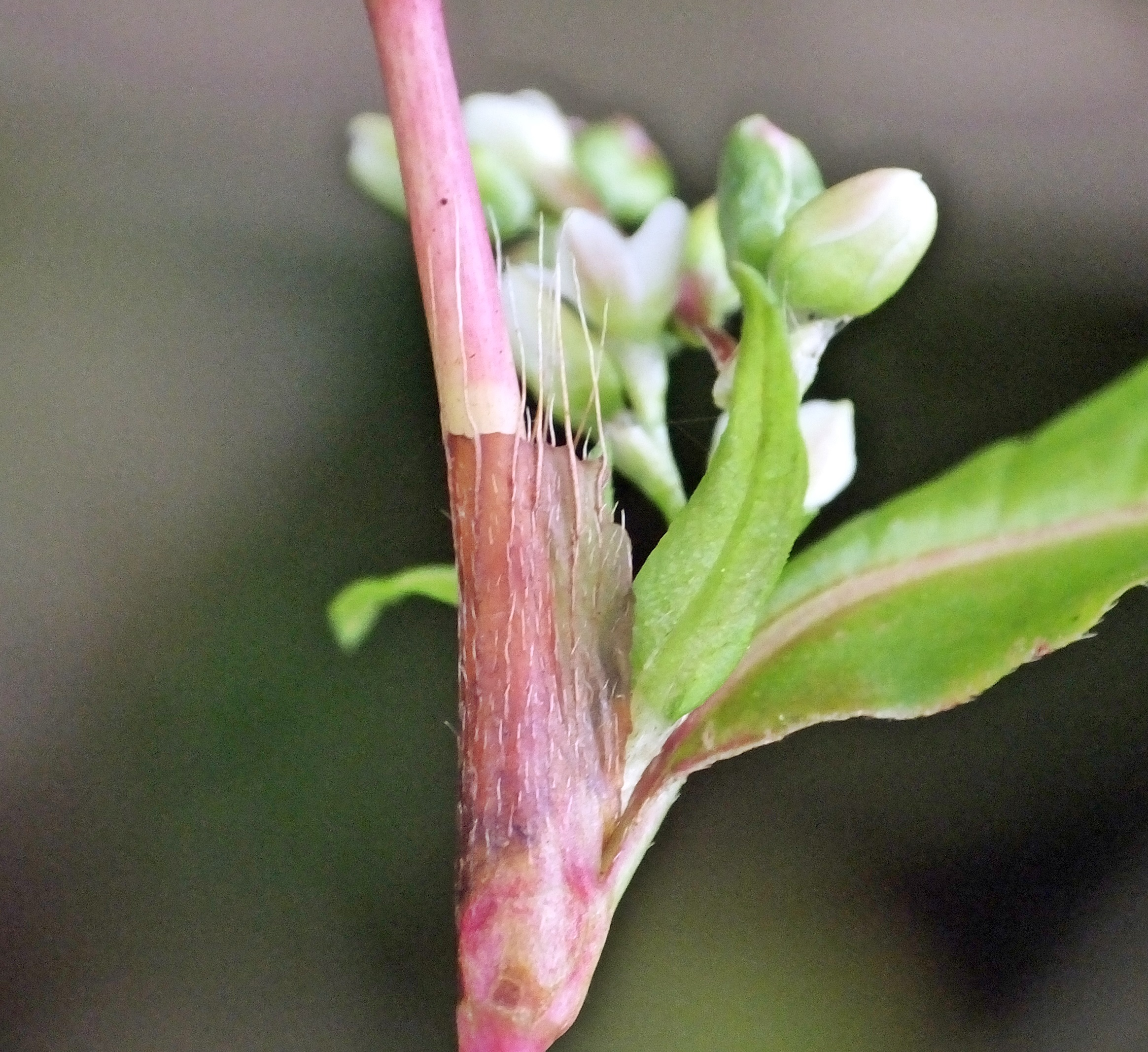
Tuitje van zachte duizendknoop
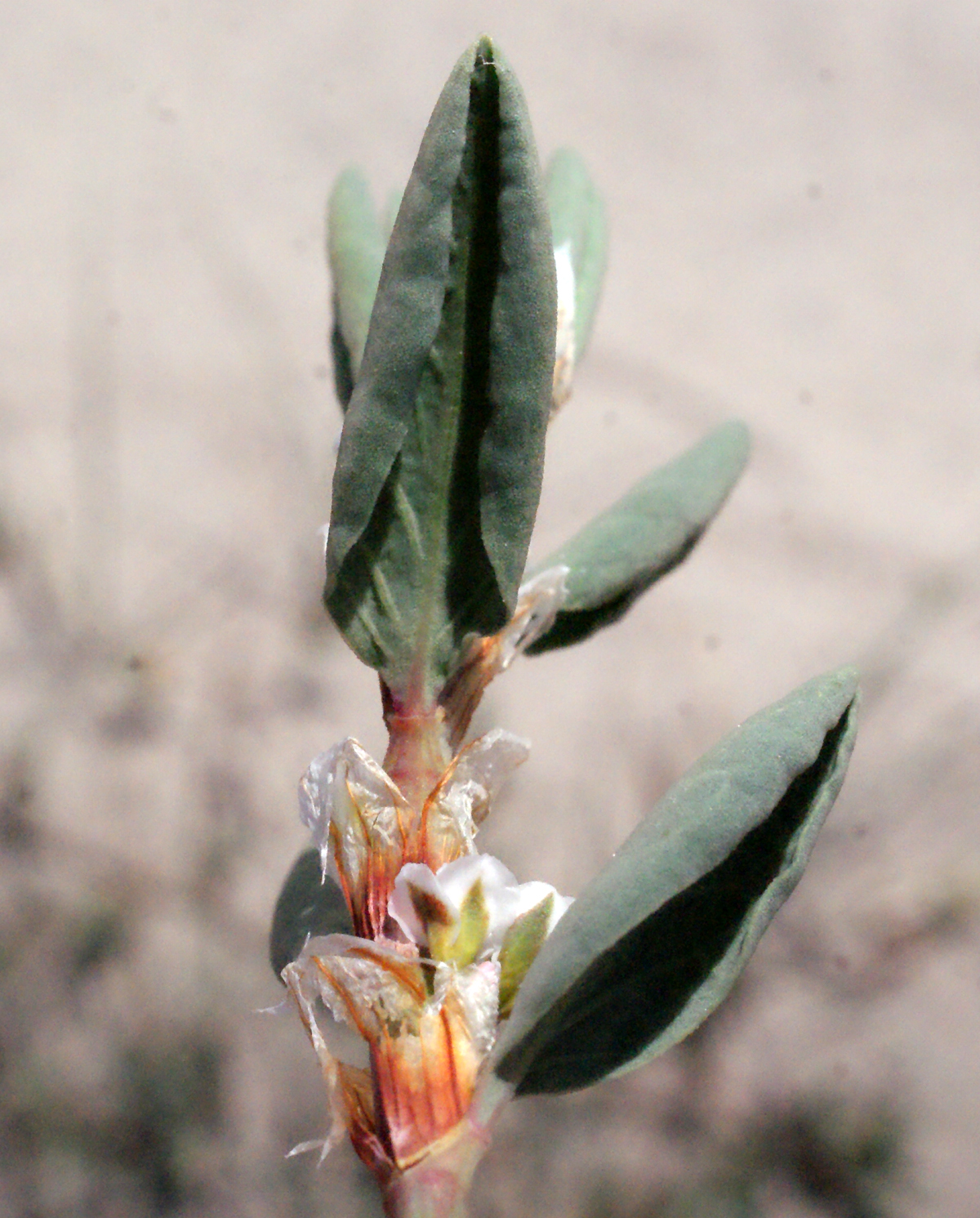
Tuitje van strandvarkensgras
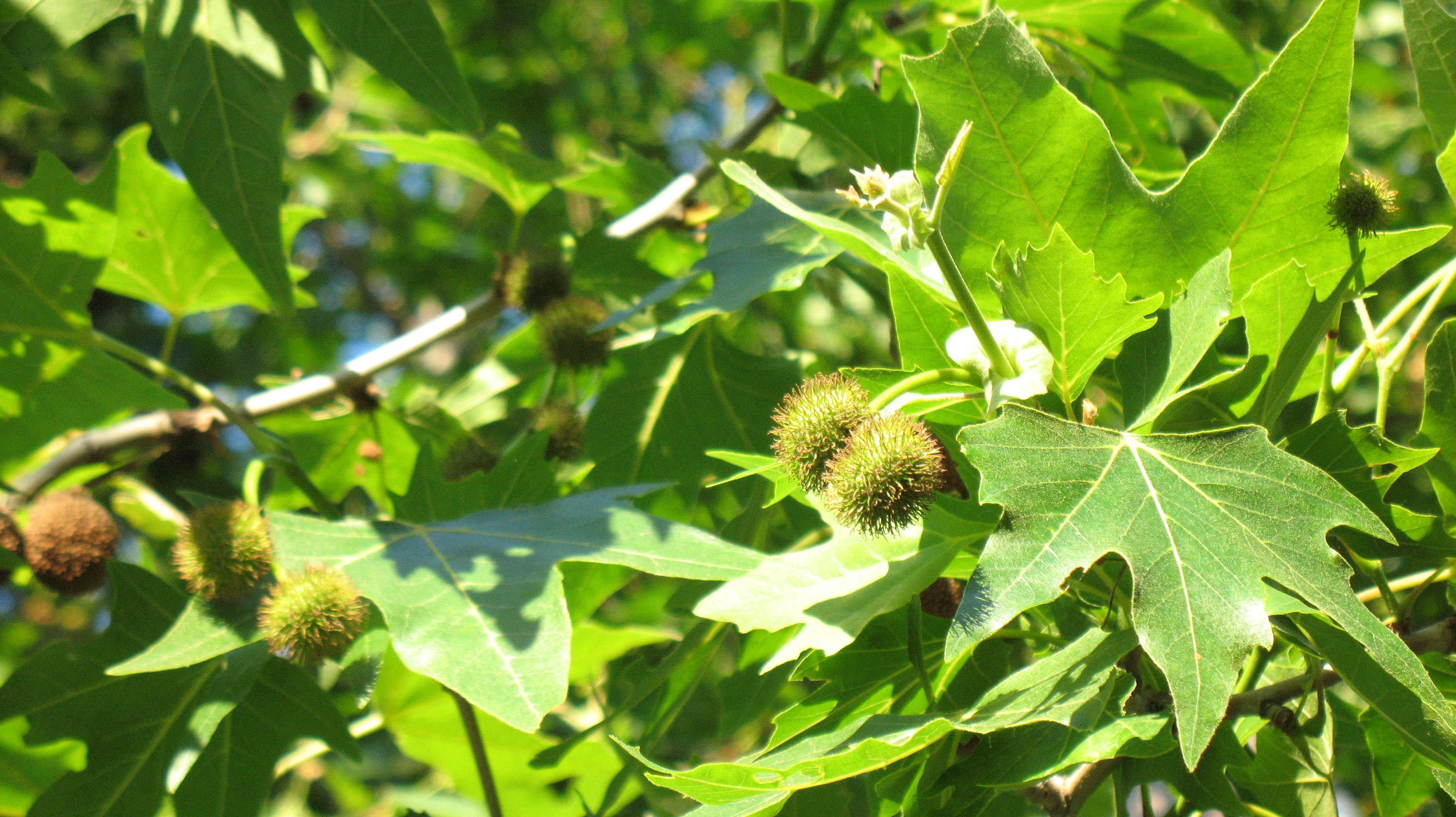
Tuitje van Oosterse plataan